# مرسبورغ
مارسبرغ (بالألمانية: Marsberg) هي بلدة ألمانية تقع في ألمانيا في Hochsauerlandkreis.  يقدر عدد سكانها بـ 21,151 نسمة .

## المدن التوأمة
مدن ليليرس و Oudenburg هي مدن توأمة لـمرسبورغ.